# La historia del camello que llora
La historia del camello que llora es una película documental escrita y dirigida en 2003 por Byambasuren Davaa y Luigi Falorni y estrenada en 2004.

## Argumento
Durante la primavera, una familia de pastores nómadas del desierto de Gobi (Mongolia) asiste al nacimiento de sus camellos. Una de las camellas tiene un parto difícil, pero con la ayuda de la familia nace, finalmente, una cría de camello albino. A pesar de los esfuerzos de todos, la madre rechaza al recién nacido camello, impidiendo que se amamante. Cuando todas las esperanzas se desvanecen, la familia envía a sus dos hijos pequeños, en un viaje a través del desierto, en busca de un músico: un violinista. Este interpreta con su morin khuur (especie de  violín típico de Mongolia) una antigua melodía tradicional que junto con los cánticos de una mujer consiguen que cuando el pequeño camello es llevado de nuevo a la madre, ella se echa a llorar y lo deja amamantarse, permitiendo de este modo que sobreviva.

## Premios
La película fue candidata al Óscar al mejor documental largo (2005).
- Camella Blanca, FiSahara, 2006